# بيتر بوس (سائق سيارة سباق)
بيتر بوس (بالإنجليزية: Peter Boss)‏ هو سائق سيارة سباق أمريكي، ولد في 29 أغسطس 1975 في ناراغانسيت في الولايات المتحدة.

## روابط خارجية
- بيتر بوس على موقع DriverDB.com (الإنجليزية)